# Sendemast Multrå

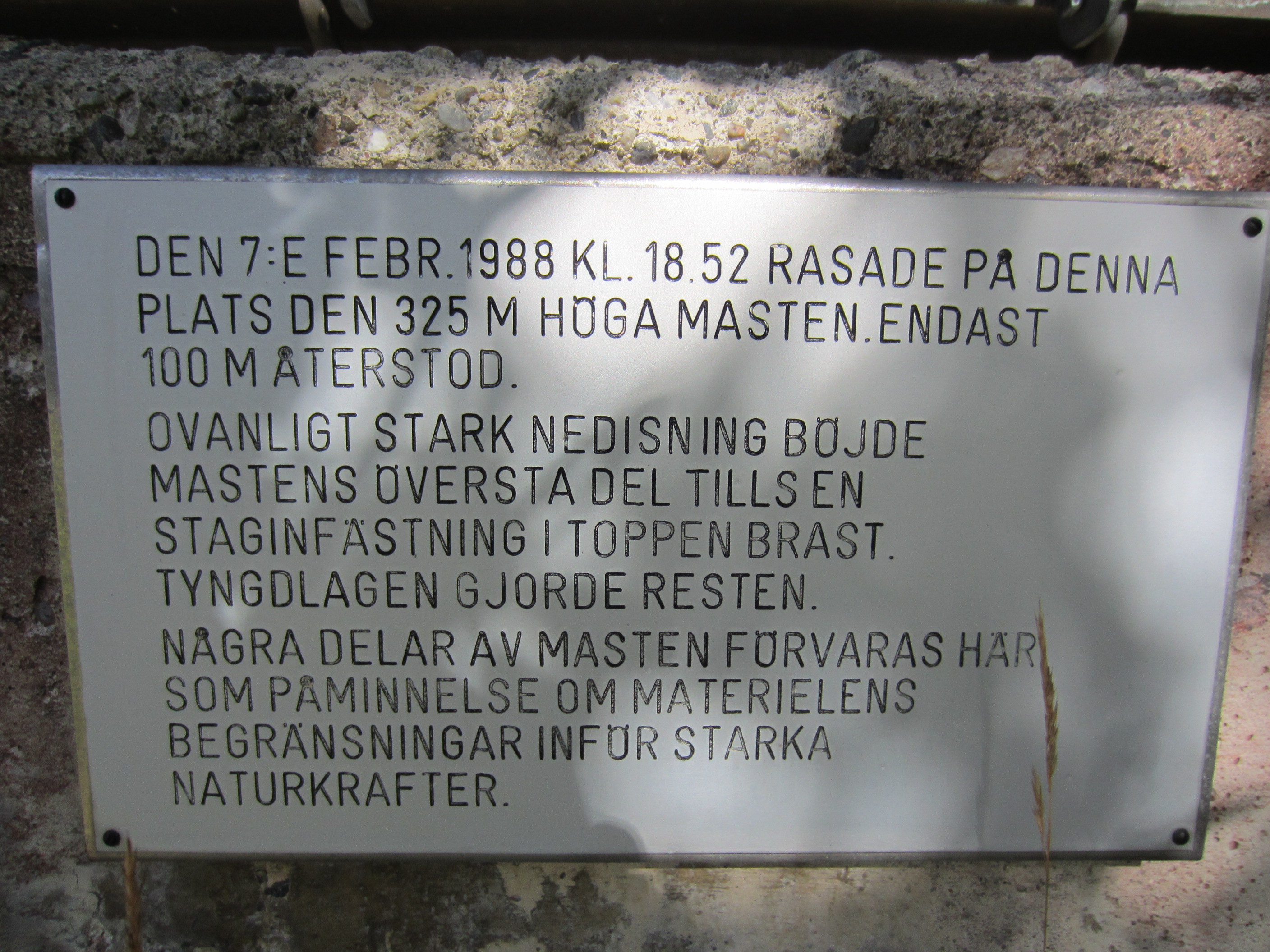
Infotafel Sendemast Multrå
Am 7. Februar 1988, um 18:52h stürze hier der 325m hohe Mast ein. Nur 100m blieben stehen.
Ungewöhnlich starke Vereisung bog den obersten Teil des Mastes so weit, bis eine Befestigung am oberen Ende des Mastes brach. Die Schwerkraft erledigte den Rest.
Einige Teile des Mastes werden hier ausgestellt, um an die Grenzen der Materialbelastbarkeit angesichts von Naturkräften zu erinnern.

Der Sendemast Multrå ist ein 1964 erbauter Sendemast zur Verbreitung von UKW-Hörfunk- und Fernsehprogrammen in der Nähe von Sollefteå in Schweden.
Am 7. Februar 1988 brach in Folge von Vereisung die Spitze dieses Sendemastes ab und stürzte zu Boden. Die unteren Teile des Sendemastes blieben intakt und wurden wiederhergestellt. Allerdings wurde hierbei die Masthöhe von 325 Meter auf 288 Meter verkürzt.
Die herabgestürzte Spitze ist heute als Denkmal unmittelbar neben dem Sendemast erhalten, jedoch nicht öffentlich zugänglich.